# 利吉圳
利吉圳為一座位於臺灣臺東縣卑南鄉利吉村地區的灌溉水圳系統，該水圳目前已經處於廢棄狀態。

## 沿革
該水圳於1980年（民國69年）由當時的台東農田水利會撥款興建。
而當時由於利吉圳原灌溉區位在卑南溪下游北岸的河階地上，海拔高度高於卑南溪的河床，無法使用通常的閘門進水口或自然引流的方式將卑南溪河水引入灌溉區，因此台東農田水利會在卑南溪河岸興建一座抽水站，將卑南溪溪水抽蓄至上方河階地的利吉圳灌溉區。
該抽水站是為利吉圳之進水口，惟灌溉區內的農民須共同向台東農田水利會繳納抽水機組的電力費用，然而當地居民無力負擔該項費用，因此利吉圳僅維持數個月後便停止抽蓄並荒廢至今。

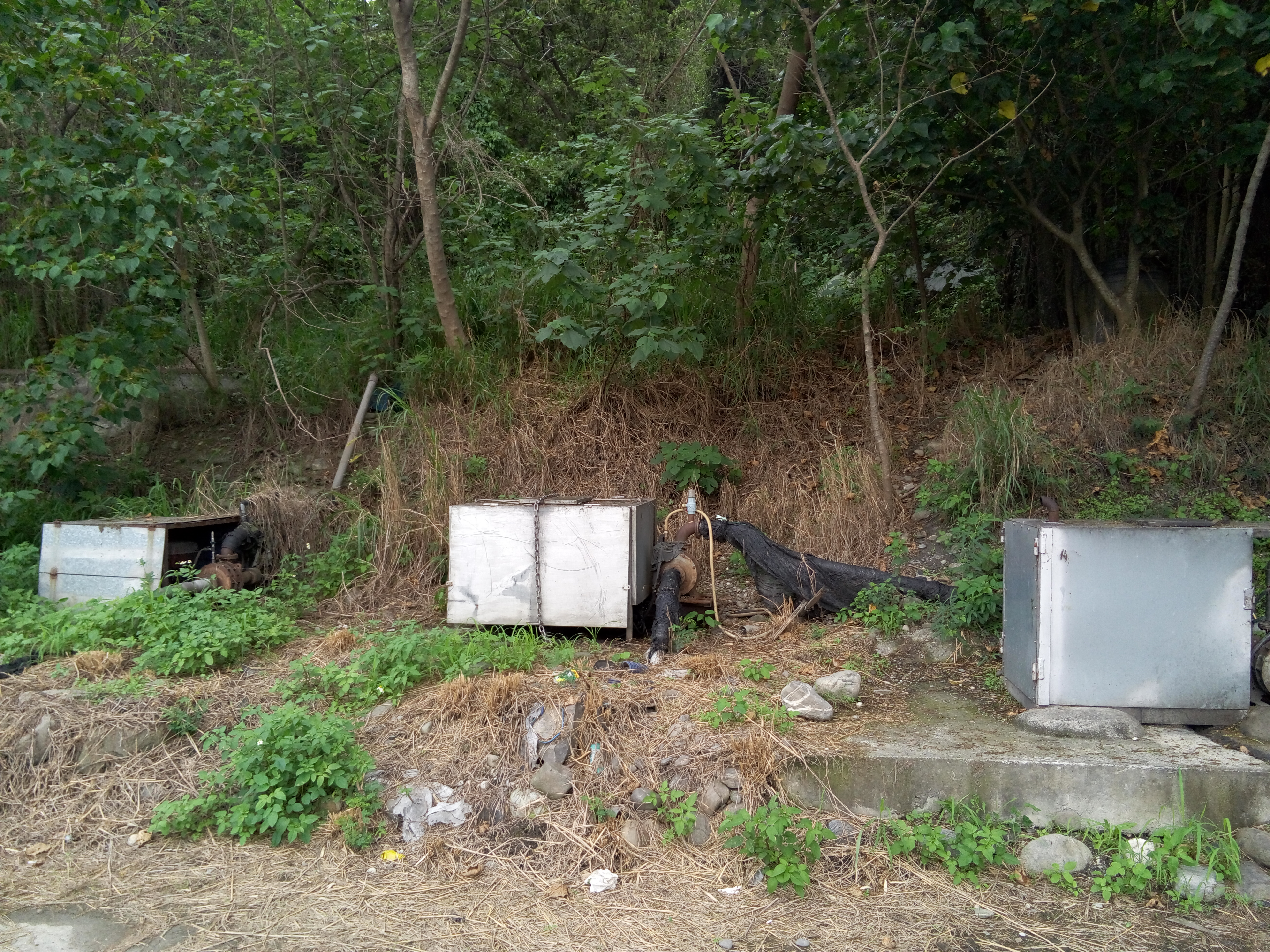
利吉圳圳頭抽水站

## 現況
目前，利吉圳已完全廢棄，該區已不屬於台東農田水利會管轄，位於卑南溪北岸堤坊上的抽水站還留有混凝土構造物與抽水機組。
河階地上的原利吉圳灌溉區則僅剩下約5%的圳路保留，其餘已改建為道路、旱田、建築或荒蕪於樹叢之中。